# Honória (província romana)
Honória (em grego: Ὁνωριάς) foi uma província romana do período tardio do Império Romano e que abrangia partes das regiões históricas da Bitínia e da Paflagônia, na Ásia Menor (Anatólia). Sua capital era Claudiópolis (a moderna Bolu) e seu governador tinha o cargo de praeses.

## História
A Província Honória foi criada por Teodósio I e batizada em homenagem ao seu filho caçula, Honório. Ela era parte da Diocese do Ponto na Prefeitura pretoriana do Oriente e fazia fronteira com as províncias da Bitínia a oeste, com a Galácia Prima ao sul e com a Paflagônia para o leste. Nas reformas administrativas do imperador Justiniano I, ela foi fundida com a Paflagônia para formar uma nova província, também chamada de Paflagônia, mas governada por um pretor justiniano. 
Além da capital, as maiores cidades e sés episcopais da província, listadas  no "Sinecdemos", eram Prusias ad Mare e Tius.

## Sés episcopais
As sés episcopais da província que aparecem no Annuario Pontificio como sés titulares são:
- Adrianópolis em Honória (Viranşehir)
- Claudiópolis em Honória (Bolu)
- Crateia (Gerede)
- Heracleia Pôntica